# Костел Внебовзяття Пресвятої Діви Марії (Угнів)
Костел Внебовзяття Пресвятої Діви Марії (пол. kościół p.w. Wniebowzięcia Najświętszej Panny Marii) — культова споруда, маловідомий костел доби раннього бароко, розташований у містечку Угневі Сокальського району Львівської області; пам'ятка архітектури України.
Побудований за проектом архітектора Яна Міхала Лінка рід керівництвом будівничого Войцеха Лєнартовича в 1695 році (за іншими даними наприкінці 17 століття).

## Відомості

### Історія

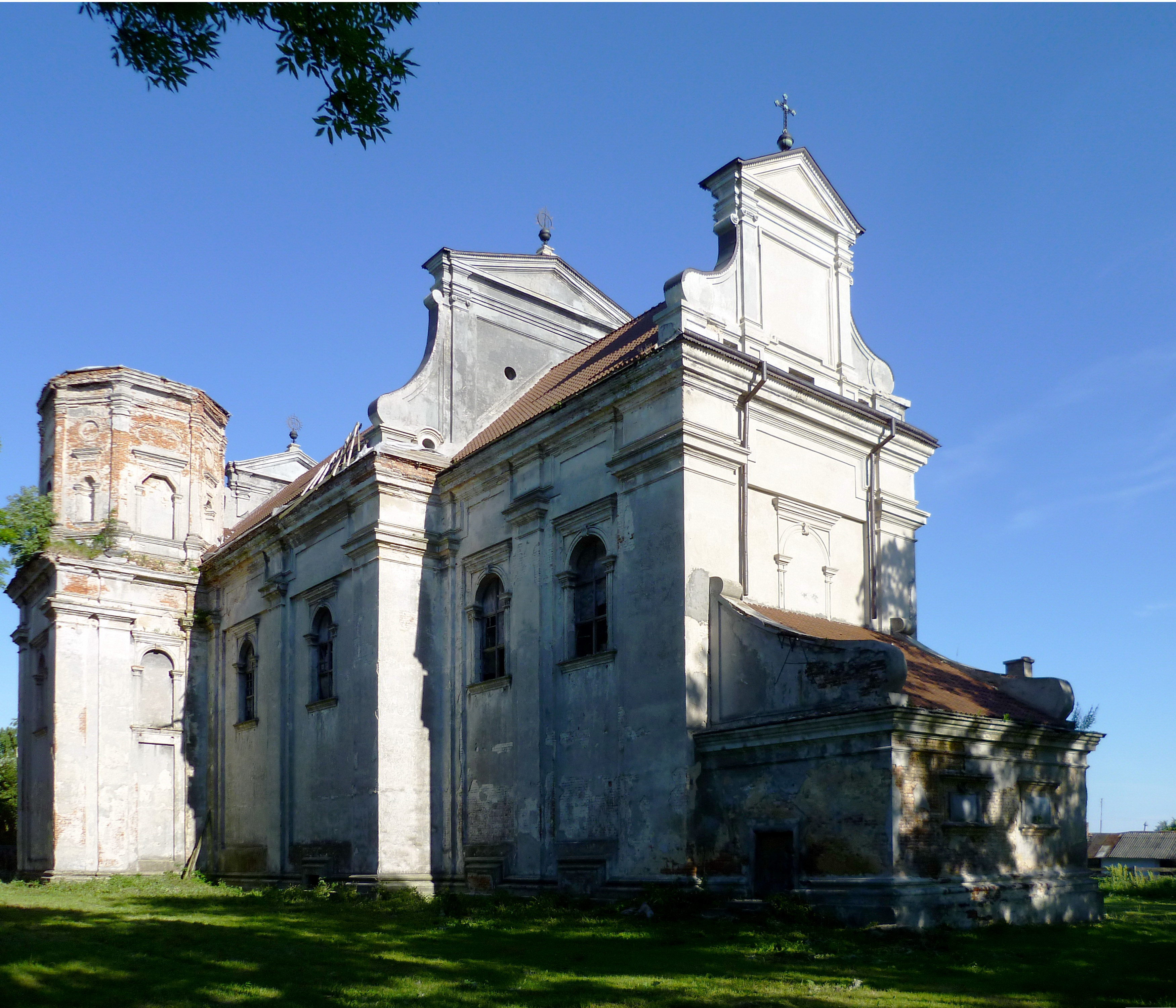

Король Казимир IV Ягеллончик своїм привілеєм надав Угневу в 1462 році статус міста, після чого його власник Зигмунт Радзановський заснував католицьку парафію з двома священиками, школою, землями, привілеями на отримання по грошу з кожного дому, городу, гуральні, по 6 грошів з кожного лану (1470).
Коштом фундатора звели дерев'яний костел Внебовзяття Пресвятої Діви Марії і святої Дороти. Імовірно, у XV—XVI він занепав після переходу власників міста у кальвінізм. Новий дідич міста, каштелян любачівський Вавжинець Тшцінський (пол. Trzciński) надав 1597 костелу привілей на ґрунти, став, будівлі, чиї мешканці повинні були відробляти панщину на костел, який повинен був бути відбудований недалеко ринку при західному пряслі міського валу. На основі привілею була створена юридика римо-католицького пароха. У візитації 1601 було згадано дерев'яний костел з заскленими вікнами, 3 вівтарями, який скоро згорів. За кошти пароха звели новий дерев'яний храм з 4 вівтарями, освячений 1610 холмським єпископом Єжи Замойським. Стефан Ніщицький перед смертю перейшов з кальвінізму до католицизму і заповів у 1649 році костелу 450 золотих щорічно з угнівського млина. Костел згорів 12 квітня 1680.
Фундатором мурованого костелу в Угневі на місці дерев'яного стали любачівський каштелян Христофор Дунін (†16.6.1696) і його дружина Маріанна зі Зборовських. Костел почали будувати біля 1683 за проектом архітектора Войцеха Лєнартовича[джерело?] у стилі ранішнього бароко. 21 серпня 1695 року храм освятили («консекрований»).. Головний консерватор Львівського воєводства Збігнев Горнунг ввів у обіг помилкову дату будівництва мурованого костелу 1642, що було спростовано пізніше Мареком Войціком, оскільки на 1671 існував дерев'яний храм. Помилку повторив Географічний словник Королівства Польського, вказавши фундатором костелу 1633 К. Дуніна, який тоді ще не народився, а власником міста був Кшиштоф Ніщицький. К. Дуніна поховали у костелі, де ще у 1930-х роках висів його похоронний портрет. Вдова Маріанна Дуніна заклала при костелі у 1698 році дім для вбогих, записала 1500 золотих на новий вівтар, щорічно по 100 золотих на свічки, прикраси тощо до вівтаря діви Марії Вервечкової.
На 1726 рік у критому дахівкою костелі було 10 вікон, 8 вівтарів, у 1742 році стояла окрема дерев'яна дзвіниця. До кінця століття костел став занепадати і на 1803 дах загрожував руйнацією.
Будівля дожила до ХХ століття попри всі негаразди і забуття творів талановитого архітектора. 28 червня 1915 в час боїв був обстріляний артилерією, від чого завалилась одна з веж, було пошкоджено дах, мури. Реставрація — 1922 року мала усунути пошкодження. Під шаром тиньку на фасаді костьолу відкрили напис з датою побудови і іменем архітектора (реставрація 1927–1931). Костел був знову пошкоджений в час Другої світової війни і відновлений у 1945–1951 роках, перебуваючи у складі ПНР. У 1951 після повернення Угнева до СРСР вівтарі, оздоблення костелу вивезли до ПНР, а костел був закритий і став складом. У 1963 його включили до Реєстру пам'яток ресспубліканського значення. Через відсутність ремонту він до початку 1990-х років був у стані руїни.

### План костелу
Архітектор Войцех Адальберт Лєнартович на 1671 був членом цеху мулярів і каменярів Любліна. Існує гіпотеза, що він був лише будівничим костелу, проект якого виконав майор замойської артилерії, архітектор Ян Міхал Лінк.
Костьол з цегли, однонавовий з витягнутим нартексом, прямокутним вузьким вівтарем, тинькований з двома бічними вежами на західному фасаді. Вежі двоярусні, восьмерик на четверику, криті бароковими дахами з заломами. Вікна — напівциркульні, в апсиди — прямокутні. Побудова костелу зроблена прямокутними об'ємами, що зменшуються по висоті в напрямку апсиди. Апсида прямокутна і найменша по висоті. Кожний з архітектурних об'ємів має свій, бароковий за малюнком, фронтон. Нартекс і наву розділяє триаркова аркада. Нава, вівтарі покриті двосхилими дахами. Сигнатурка на даху нави була зруйнована 1915 і не відновлювалась при реставраціях.
Головний вівтар оздоблювала ікона Внебовзяття Пресвятої Діви Марії, що була копією картини Тиціана. Склепіння, стіни вкривали орнаментальні розписи. На осі костелу була розміщена двоярусна брама-дзвіниця з бароковим фронтоном.

## Світлини

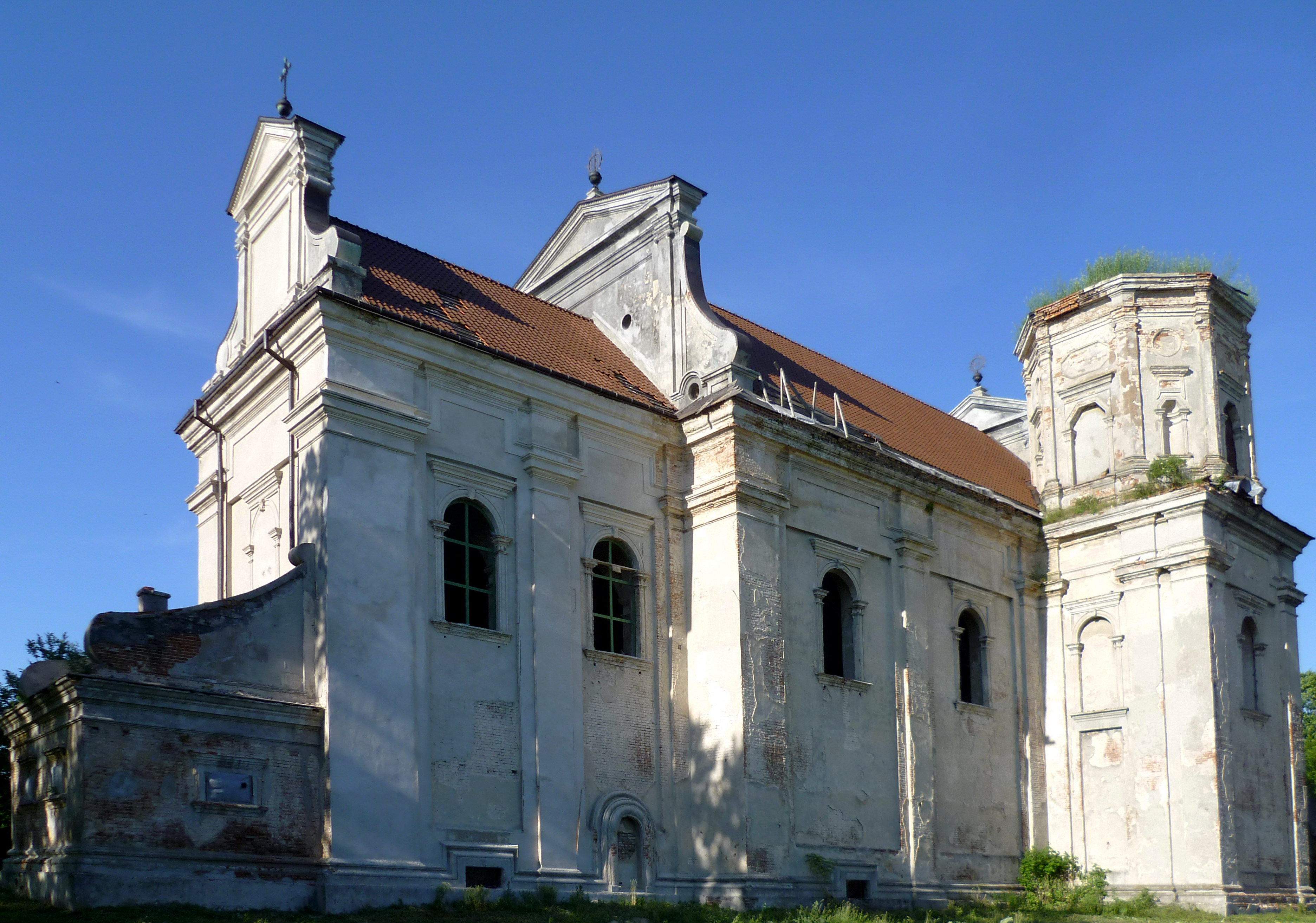
Бічний фасад костела
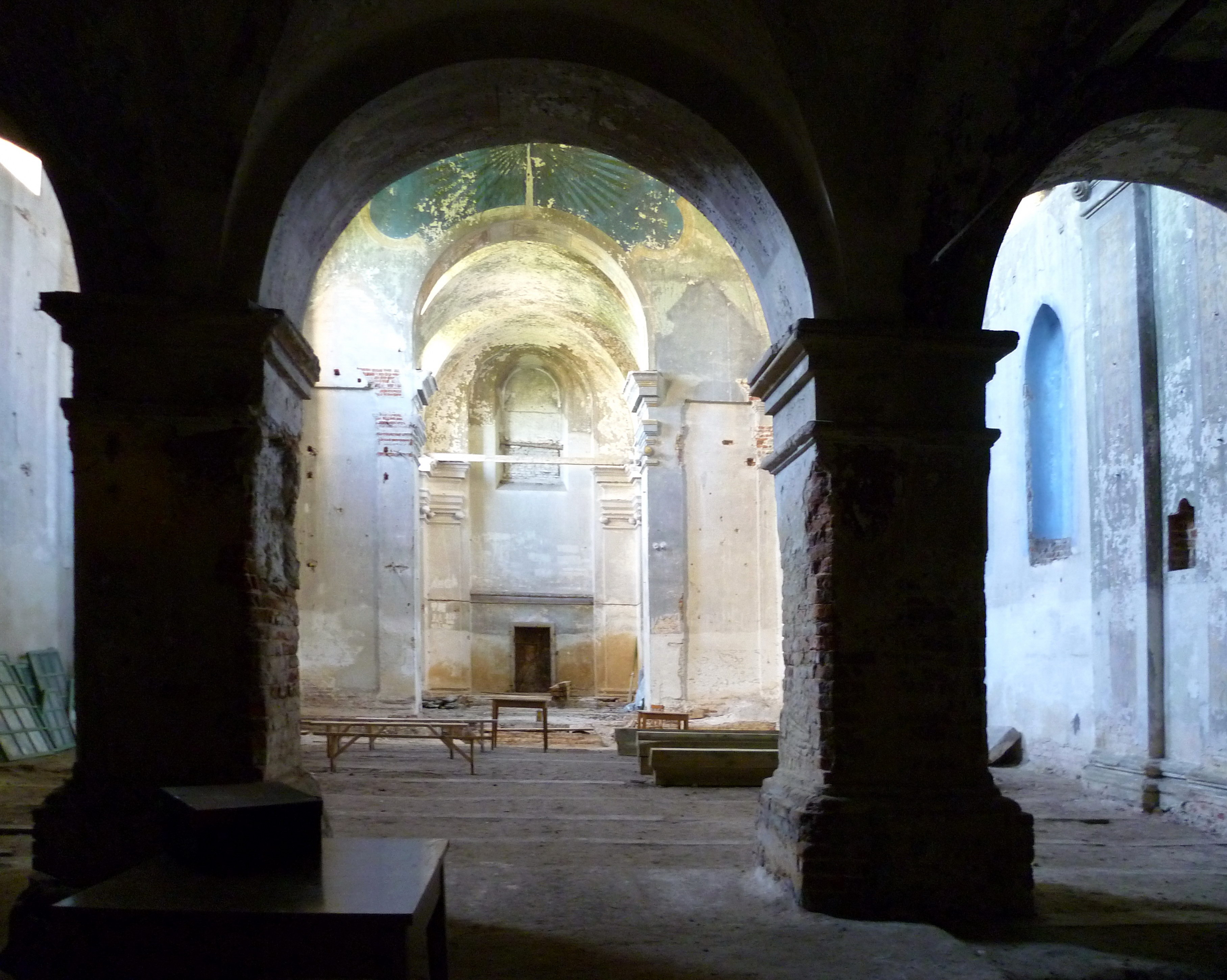
Вівтар костелу. фото 2011 року.
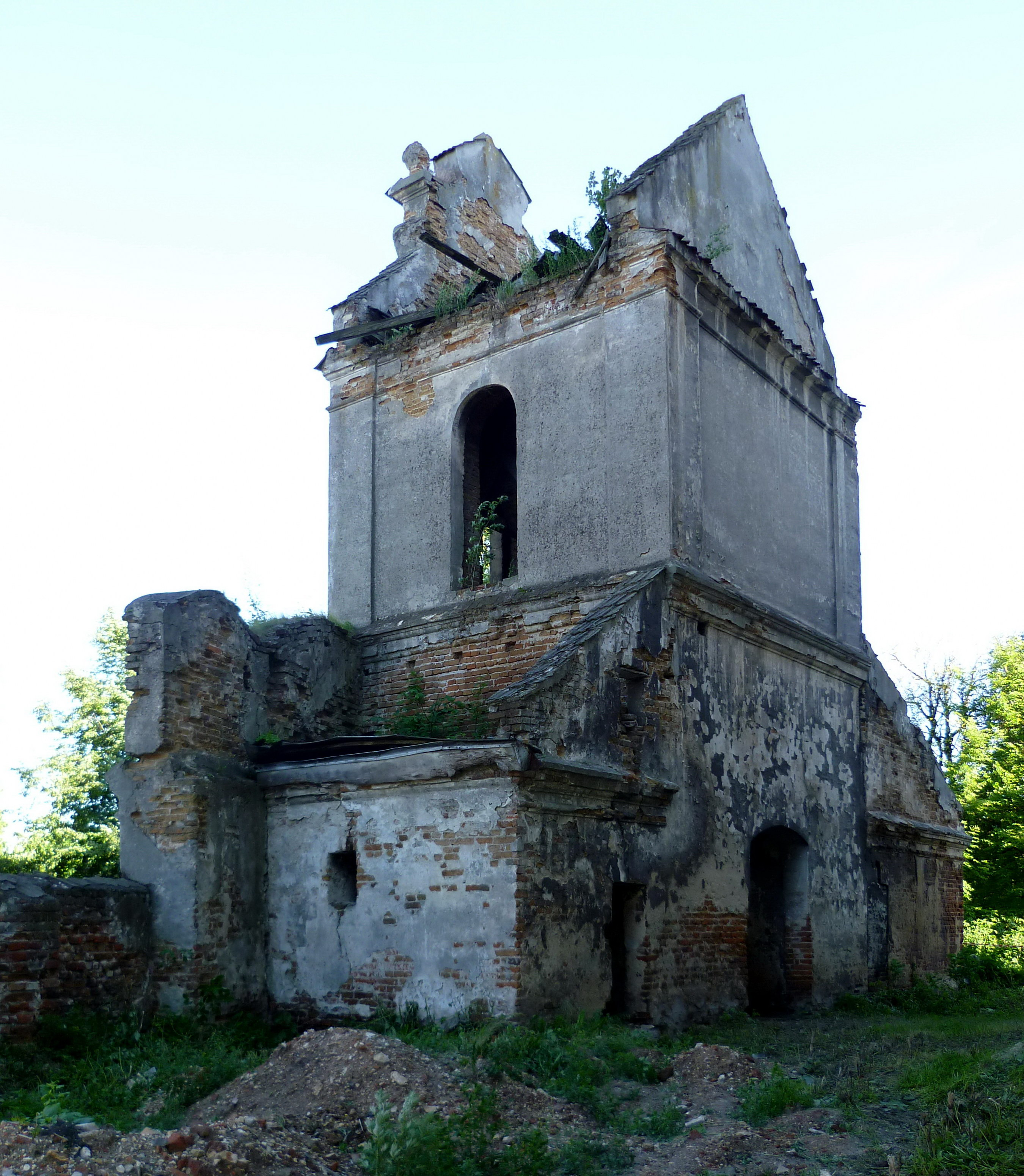
Колишня дзвіниця костелу
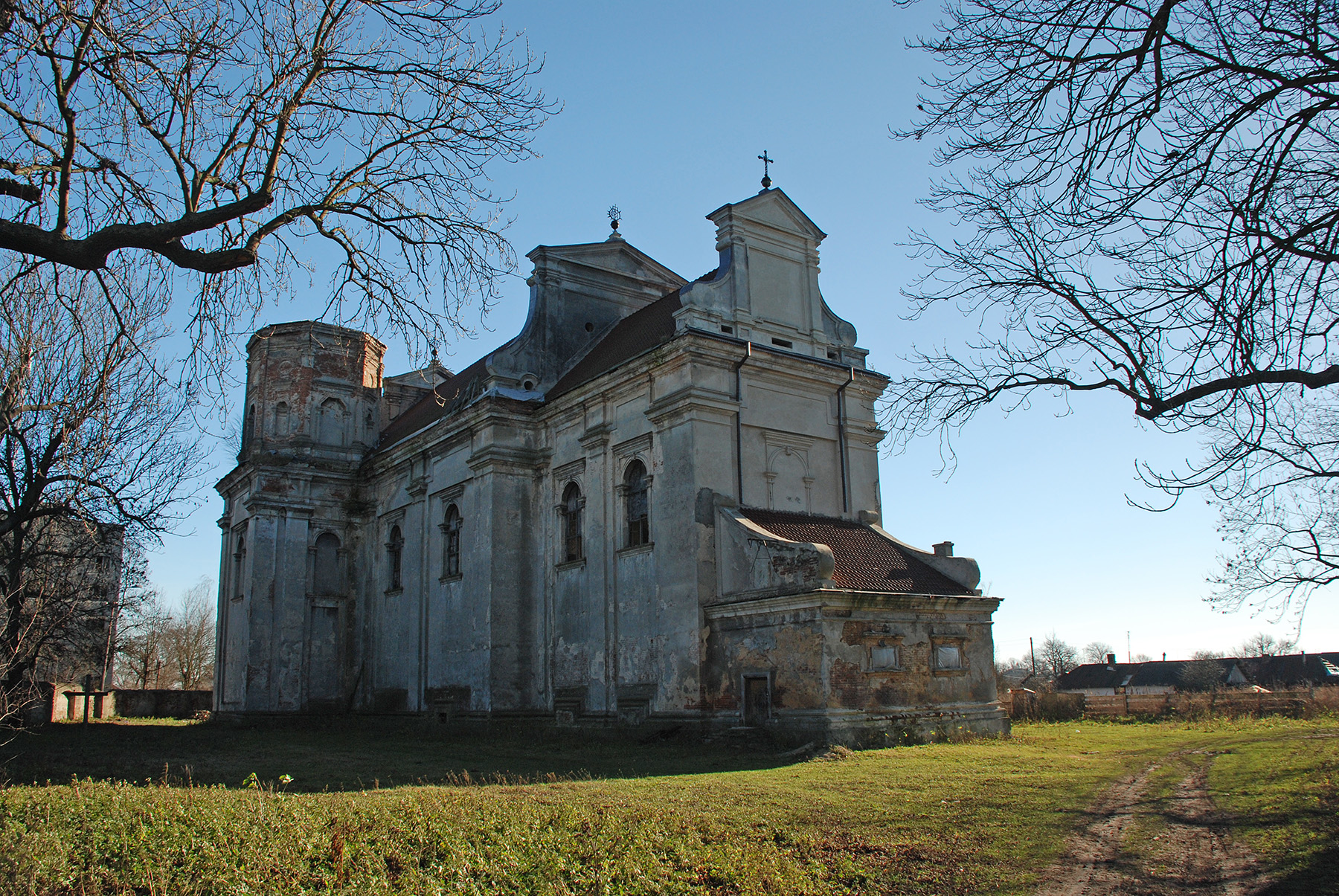
Вигляд на костел з північного заходу
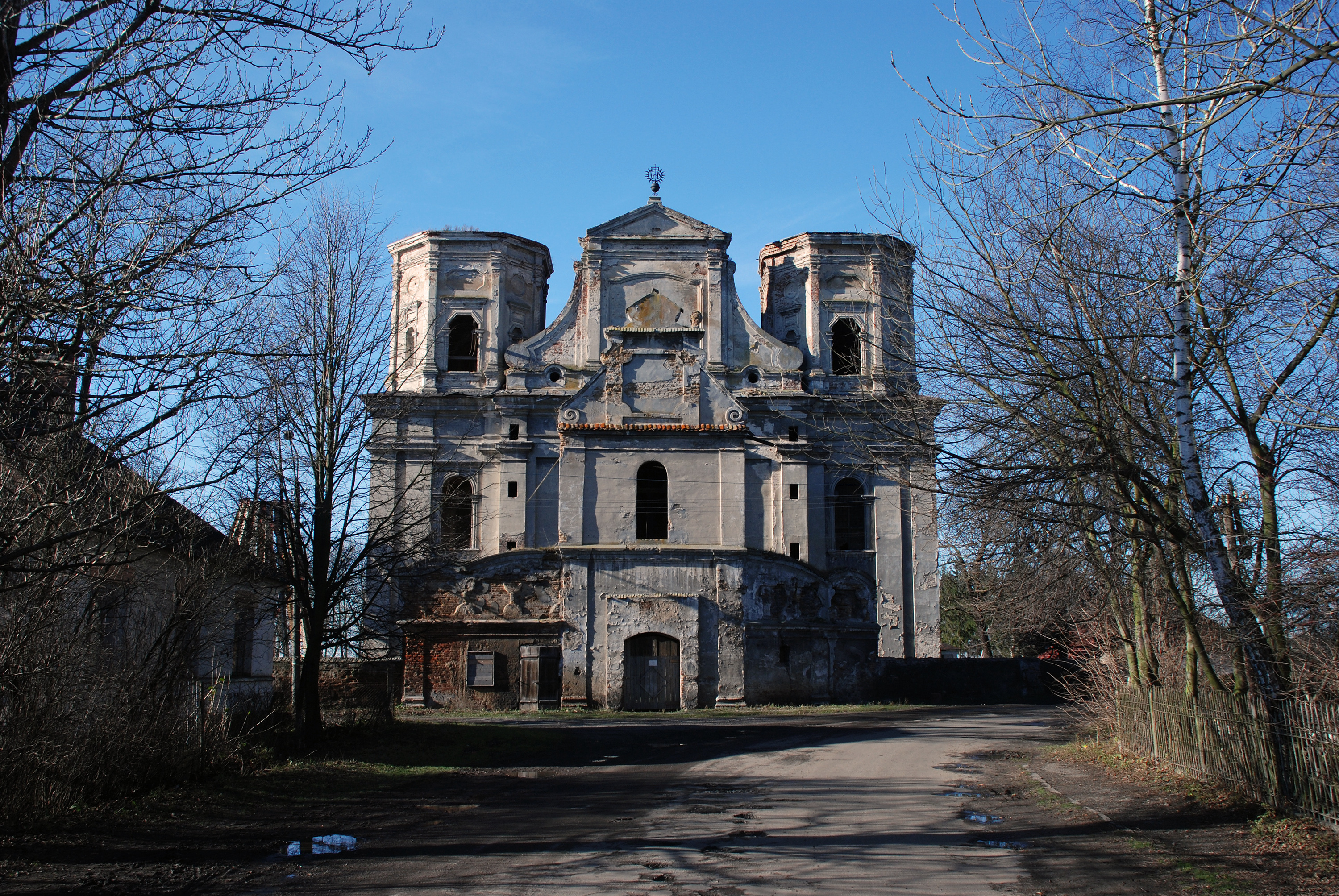
Вигляд на костел зі сходу